# Société Dijon-Tourisme
Die Société Dijon-Tourisme war ein französischer Hersteller von Automobilen.

## Unternehmensgeschichte
Das Unternehmen aus Dijon begann 1952 mit der Produktion von Automobilen. Der Markenname lautete Rafale. 1955 endete die Produktion. Insgesamt entstanden zwischen 15 und 60 Fahrzeuge.

## Fahrzeuge
Das einzige Modell war ein Sportwagen, der zumeist als Coupé karosseriert war. Daneben entstanden mindestens zwei Cabriolets. Die Karosserie bestand aus Aluminium, daher war das Leergewicht gering. Das Fahrgestell des Panhard Dyna X bildete die Basis. Für den Antrieb sorgte allerdings der Vierzylindermotor vom Renault 4 CV mit 750 cm³ Hubraum. Die Höchstgeschwindigkeit war mit 140 km/h angegeben.